# Домніна (дочка Нерона)
Домніна (лат. Domnina) — відповідно до християнської традиції, записаної в «Посмертних чудесах святої Фотейни» вважається донькою римського імператора Нерона, яку навернула в християнство самарянка Фотина разом із сотнею її невільниць. Згідно з традицією, Домніна разом зі своїми слугами наказала продати всі розкішні золоті прикраси, а гроші роздати бідним. За однією з версій, після навернення Домніна прийняла ім'я Антуза.
Домніна не згадується в історичних джерелах, тож ця історія, ймовірно, є християнським міфом, який походить з пізньої античності або середньовіччя. Єдина задокументована донька Нерона, Клавдія Августа, померла в дитинстві.
Дочка Нерона також згадується в деяких версіях середньовічної байки «Вергілій у кошику» як жінка, в яку закоханий поет. Такі міфи часто поєднують факти з вигадкою, змішуючи елементи різних історичних епох без дотримання хронології.

## Джеререла
- Ziolkowski, Jan M.; Putnam, Michael C. J. (2008). The Virgilian Tradition: The First Fifteen Hundred Years. Yale University Press. с. 877. ISBN 978-0-300-10822-4.
- Tunison, Joseph Salathiel (1890). Master Virgil, the author of the Aeneid, as he seemed in the Middle Ages, a series of studies. Cincinnati: Robert Clarke & Co.
- Shapiro, Marianne (2005). From the Critic's Workbench: Essays in Literature and Semiotics. Peter Lang. с. 72. ISBN 978-0-8204-7915-6.